# Championnats d'Asie juniors d'athlétisme 2008
Navigation
2006 2010
Les 13es Championnats d'Asie juniors d'athlétisme ont eu lieu du 12 au 15 juin 2008 à Djakarta, en Indonésie.

## Résultats

### Hommes
| Épreuve | Or                                                                               | Or                | Argent                                                                          | Argent            | Bronze                                                                             | Bronze            |
| --- | -------------------------------------------------------------------------------- | ----------------- | ------------------------------------------------------------------------------- | ----------------- | ---------------------------------------------------------------------------------- | ----------------- |
| 100 m (Vent : +0,4 m/s) | Lai Chun Ho Hong Kong                                                            | 10 s 43           | Shehan Abeypitiya Sri Lanka                                                     | 10 s 55           | Tsui Chi Ho Hong Kong                                                              | 10 s 56           |
| 200 m (Vent : +0,7 m/s) | Omar Jouma al-Salfa Émirats arabes unis                                          | 21 s 04           | Huang Xiang Chine                                                               | 21 s 26           | Adel Jaber al-Asiri Arabie saoudite                                                | 21 s 38           |
| 400 m | Ismail al-Sabani Arabie saoudite                                                 | 46 s 33 SB        | You Cheng Chine                                                                 | 46 s 93           | Sung Hyuk-ye Corée du Sud                                                          | 47 s 40 PB        |
| 800 m | Abdulrahman Musaeb Bala Qatar                                                    | 1 min 52 s 45     | Amir Moradi Iran                                                                | 1 min 52 s 62     | S.W.G.J. Weerasinghe Sri Lanka                                                     | 1 min 53 s 53     |
| 1 500 m | Charles Koech Qatar                                                              | 3 min 48 s 46     | Imed Hamed Moh. Nour Arabie saoudite                                            | 3 min 49 s 47 SB  | Xu Song Chine                                                                      | 3 min 52 s 81     |
| 5 000 m | Charles Koech Qatar                                                              | 14 min 29 s 55    | Ryuji Kashiwabara Japon                                                         | 14 min 52 s 05    | Jeong Jin-hyeong Corée du Sud                                                      | 15 min 00 s 39    |
| 10 000 m | Majed Saleh Bashir Bahreïn                                                       | 33 min 08 s 17    | Mohammad Foroud Iran                                                            | 34 min 25 s 74 PB | Ridwan Indonésie                                                                   | 34 min 33 s 28 PB |
| 110 m haies (99,0 cm) (Vent : +0,7 m/s) | Jin Nakamura Japon                                                               | 13 s 69           | Ko Wen-Ting Taipei chinois                                                      | 13 s 70           | Sami Ahmed al-Haider Arabie saoudite                                               | 13 s 87           |
| 400 m haies | Motoharu Kino Japon                                                              | 50 s 76 SB        | Lee Seung-yun Corée du Sud                                                      | 50 s 95 NJR SB    | Jassem Waleed al-Mass Koweït                                                       | 52 s 16           |
| 3 000 m steeple | Majed Saleh Bashir Bahreïn                                                       | 8 min 56 s 90     | Wang Chiu-Chun Taipei chinois                                                   | 9 min 17 s 42     | Mohammad Foroud Iran                                                               | 9 min 24 s 72 SB  |
| 4 × 100 m | Japon Genki Kawai Seiya Hane Kohei Yoshida Shogo Yano                            | 40 s 22           | Thaïlande Poommanus Jankem Wattana Deewong Weerawat Prarueang Suppachai Chimdee | 40 s 31           | Hong Kong Chan Kei Fung Tsui Chi Ho Tong Hang Lai Chun Ho                          | 41 s 17           |
| 4 × 400 m | Thaïlande Yotsanee Chanwit Chanatip Ruckburee Saharat Sammayan Suppachai Chimdee | 3 min 10 s 86     | Inde Jithin Paul Parveen Kumar Inderjit Singh Shejil Varghese                   | 3 min 12 s 94     | Arabie saoudite Faris al-Sharaheli Adel Jaber al-Asseri Emad Noor Ismail al-Sabani | 3 min 15 s 65     |
| 10 000 m marche | Yang Tao Chine                                                                   | 43 min 21 s 27 SB | Geng Lingfu Chine                                                               | 43 min 43 s 91    | Hiroki Nagaiwa Japon                                                               | 45 min 07 s 14    |
| Saut en hauteur | Lakshmanan Yogaraj Inde                                                          | 2,14 m =PB        | Chen Cheng Chine                                                                | 2,14 m            | Manato Onoda Japon                                                                 | 2,11 m            |
| Triple saut | Yuya Ariake Japon                                                                | 5,20 m =SB        | Liao Shu-Kai Taipei chinois                                                     | 4,80 m =PB        | Nikita Filippov Kazakhstan                                                         | 4,80 m =PB        |
| Saut en longueur | Weng Yongfeng Chine                                                              | 8,05 m            | Mubarak Jasser al-Jassem Arabie saoudite                                        | 7,74 m (w)        | Li Jinzhe Chine                                                                    | 7,47 m            |
| Triple saut | Mohamed Yusuf Salman Bahreïn                                                     | 16,64 m NJR NR SB | Jiang Wei Chine                                                                 | 16,10 m           | Yang Yang Chine                                                                    | 16,06 m           |
| Lancer du poids (6 kg) | Grigoriy Kamulya Ouzbékistan                                                     | 19,96 m PB        | Sergey Dementyev Ouzbékistan                                                    | 18,43 m PB        | Jasdeep Singh Inde                                                                 | 18,04 m PB        |
| Lancer du disque (1,750 kg) | Mostan Motamed Iran                                                              | 58,69 m PB        | Hamid Mansoor Syrie                                                             | 56,36 m SB        | Huang Wei Chine                                                                    | 55,31 m PB        |
| Lancer du marteau (6 kg) | Park Young-sik Corée du Sud                                                      | 65,03 m PB        | Alisher Eshbekov Tadjikistan                                                    | 64,57 m           | Ahmed Amer Ahmed Qatar                                                             | 57,45 m           |
| Lancer du javelot | Bobur Shokirjonov Ouzbékistan                                                    | 66,03 m           | Park Won-kil Corée du Sud                                                       | 64,70 m           | Rahmatollah Tatari Iran                                                            | 63,71 m           |
| Décathlon (junior) | Aleksandr Chernov Kazakhstan                                                     | 6 434 pts         | Yun Yeong-hak Corée du Sud                                                      | 6 226 pts         | Ahmed al-Maqbali Oman                                                              | 5 773 pts         |
| Records et Performances - AR : Record continental (area record) - CR : Record des championnats (championship record) - MR : Record du meeting (meet record) - NR : Record national (national record) - OR : Record olympique (olympic record) - PR : Record paralympique (paralympic record) - PB : Record personnel (personal best) - SB : Meilleure performance personnelle de la saison (season's best) - WL : Meilleure performance mondiale de l'année (world leader) - WJR : Record du monde junior (world junior record) - WR : Record du monde (world record) Circonstances et Conditions - DNF : N'a pas terminé (did not finish) - DNS : N'a pas pris le départ (did not start) - DQ : Disqualification (disqualification) - NM : Aucun essai valable enregistré (No Mark) - Q : Qualifié « directement » au prochain tour (ou à la prochaine compétition), lors d'une compétition majeure, grâce au classement ou à la réalisation des minima (automatic qualifier) - q : Qualifié au prochain tour (ou à la prochaine compétition), lors d'une compétition majeure, grâce au repêchage ou à la réalisation de l'une des meilleures performances parmi celles des « non qualifiés directement » (grâce au meilleur temps ou à la meilleure distance par exemple) (secondary qualifier) |                                                                                  |                   |                                                                                 |                   |                                                                                    |                   |

### Femmes
| Épreuve | Or                                                                                | Or                   | Argent                                                                        | Argent                   | Bronze                                                                  | Bronze            |
| --- | --------------------------------------------------------------------------------- | -------------------- | ----------------------------------------------------------------------------- | ------------------------ | ----------------------------------------------------------------------- | ----------------- |
| 100 m (Vent : +0,1 m/s) | Jinthara Seangdee Thaïlande                                                       | 11 s 75              | Han Huijiang Chine                                                            | 11 s 88                  | Serafi Anelies Unani Indonésie                                          | 11 s 93 SB        |
| 200 m (Vent : +1,4 m/s) | Jinthara Seangdee Thaïlande                                                       | 24 s 10              | Tassaporn Wannakit Thaïlande                                                  | 24 s 43                  | Liu Tingting Chine                                                      | 24 s 64           |
| 400 m | Chen Lin Chine                                                                    | 53 s 68              | Huang Meiling Chine                                                           | 54 s 74                  | Yen Tai-Ting Taipei chinois                                             | 55 s 29           |
| 800 m | Tong Xiaomei Chine                                                                | 2 min 06 s 64        | Tintu Luka Inde                                                               | 2 min 08 s 63            | Simon Rajam Bindhu Inde                                                 | 2 min 11 s 13     |
| 1 500 m | Liu Fang Chine                                                                    | 4 min 28 s 50        | Simon Rajam Bindhu Inde                                                       | 4 min 29 s 18            | Viktoriya Polyudina Kirghizistan                                        | 4 min 31 s 45     |
| 3 000 m | Michi Numata Japon                                                                | 9 min 33 s 86        | Savita Dhankar Inde                                                           | 9 min 39 s 83 PB         | Viktoriya Polyudina Kirghizistan                                        | 9 min 41 s 21 PB  |
| 5 000 m | Hao Xiaofan Chine                                                                 | 17 min 08 s 84       | Kasumi Nishihara Japon                                                        | 17 min 11 s 14           | Akiko Matsuyama Japon                                                   | 17 min 20 s 11    |
| 100 m haies (Vent : 0,0 m/s) | Deng Ru Chine                                                                     | 13 s 59              | Wang Li Chine                                                                 | 13 s 84                  | Nozomi Yamamoto Japon                                                   | 13 s 95           |
| 400 m haies | Ghofrane Mohammad Syrie                                                           | 57 s 85 SB           | Deng Xiaoqing Chine                                                           | 58 s 76                  | Taissa Makhmayeva Kazakhstan                                            | 59 s 30 SB        |
| 3 000 m steeple | Marina Podkorytova Kazakhstan                                                     | 10 min 57 s 59 PB    | Bara´a Awadallah Marouane Jordanie                                            | 11 min 32 s 90 NR NJR PB | Novita Andriani Indonésie                                               | 11 min 37 s 25 PB |
| 4 × 100 m | Thaïlande Kamonch Sornplod Jinthara Seangdee Tassaporn Wannakit Athchima Engchuan | 45 s 95              | Chine Deng Ru Huang Meiling Liu Tingting Han Huijiang                         | 45 s 98                  | Taipei chinois Chuang Chih-Han Chang Hsin-Fang Yen Tai-Ting Lin Wen-Wen | 47 s 05           |
| 4 × 400 m | Chine Han Huijiang Tong Xiaomei Huang Meiling Chen Lin                            | 3 min 39 s 67        | Kazakhstan Natalia Tukova Yelena Geptina Margarita Kudinova Taissa Makhmayeva | 3 min 42 s 20            | Inde Juana Murmu Chinchu Jose Anu Mariam Jose Tintu Luka                | 3 min 42 s 47     |
| 10 000 m marche | Yu Miao Chine                                                                     | 46 min 17 s 44 PB    | Li Yanfei Chine                                                               | 46 min 46 s 52           | Kumiko Okada Japon                                                      | 47 min 01 s 45    |
| Saut en hauteur | Jessica Fung Wai Yee Hong Kong                                                    | 1,78 m NR NJR NYR PB | Xu Jie Chine                                                                  | 1,74 m                   | Dương Thị Việt Anh Viêt Nam                                             | 1,70 m            |
| Saut à la perche | Tomoko Sumishi Japon                                                              | 3,90 m =SB           | Huang Minming Chine                                                           | 3,90 m                   | Miki Motomiya Japon                                                     | 3,70 m            |
| Saut en longueur | Bao Sha Chine                                                                     | 6,32 m               | Li Yanmei Chine                                                               | 6,28 m SB                | Bae Chan-mi Corée du Sud                                                | 6,10 m PB         |
| Triple saut | Li Yanmei Chine                                                                   | 13,60 m              | Maria Natalia Londa Indonésie                                                 | 13,24 m SB               | Hu Qian Chine                                                           | 13,01 m           |
| Lancer du poids | Meng Qianqian Chine                                                               | 16,49 m              | Ma Qiao Chine                                                                 | 14,68 m                  | Sofia Burchanova Ouzbékistan                                            | 14,16 m           |
| Lancer du disque | Xi Shangxue Chine                                                                 | 52,63 m              | Jin Yuanyuan Chine                                                            | 52,40 m SB               | Li Wen-Hua Taipei chinois                                               | 52,15 m           |
| Lancer du marteau | Galina Mityayeva Tadjikistan                                                      | 57,83 m              | Lee Jae-young Corée du Sud                                                    | 54,15 m                  | Tatiana Bem Kazakhstan                                                  | 52,24 m           |
| Lancer du javelot | Li Lingwei Chine                                                                  | 54,72 m              | Anastasiya Svechnikova Ouzbékistan                                            | 51,58 m                  | Riyoko Miyamoto Japon                                                   | 50,76 m           |
| Heptathlon | Chu Chia-Ling Taipei chinois                                                      | 4 871 pts SB         | Lee Yi-Jung Taipei chinois                                                    | 4 730 pts PB             | Olga Lapina Kazakhstan                                                  | 4 697 pts SB      |
| Records et Performances - AR : Record continental (area record) - CR : Record des championnats (championship record) - MR : Record du meeting (meet record) - NR : Record national (national record) - OR : Record olympique (olympic record) - PR : Record paralympique (paralympic record) - PB : Record personnel (personal best) - SB : Meilleure performance personnelle de la saison (season's best) - WL : Meilleure performance mondiale de l'année (world leader) - WJR : Record du monde junior (world junior record) - WR : Record du monde (world record) Circonstances et Conditions - DNF : N'a pas terminé (did not finish) - DNS : N'a pas pris le départ (did not start) - DQ : Disqualification (disqualification) - NM : Aucun essai valable enregistré (No Mark) - Q : Qualifié « directement » au prochain tour (ou à la prochaine compétition), lors d'une compétition majeure, grâce au classement ou à la réalisation des minima (automatic qualifier) - q : Qualifié au prochain tour (ou à la prochaine compétition), lors d'une compétition majeure, grâce au repêchage ou à la réalisation de l'une des meilleures performances parmi celles des « non qualifiés directement » (grâce au meilleur temps ou à la meilleure distance par exemple) (secondary qualifier) |                                                                                   |                      |                                                                               |                          |                                                                         |                   |